# Меллорі Дженсен
Меллорі Дженсен (англ. Mallory Jansen, нар. 18 червня 1989, Мельбурн) — австралійська телевізійна актриса і модель. Вона почала свою кар'єру в Австралії, перш ніж в 2013 році переїхати в США. Вона грала Гелену Крістенсен в австралійському міні-серіалі 2014 «INXS: Нас ніколи не розлучити».
У 2014 році Дженсен з'явилася в ситкомах ABC Family «Татусь» і «Молоді й голодні», а також зіграла головну жіночу роль в серіалі ABC «Галавант».
У 2016 році зіграла андроїда АІДУ в серіалі Агенти Щ.И.Т.

## Фільмографія
| Рік       |    | Українська назва              | Оригінальна назва               | Роль                        |
| --------- | -- | ----------------------------- | ------------------------------- | --------------------------- |
| 2012      | с  | Як же так: Війна Керрі Пекера | Howzat! Kerry Packer’s War      | Шерон                       |
| 2013      | с  | Прибиральники                 | Mr & Mrs Murder                 | Рейчел Міррор               |
| 2013      | с  | Двадцять з чимось             | Twentysomething                 | Джорджі Ферлоу              |
| 2014      | с  | Татусь                        | Baby Daddy                      | Джорджі Ферлоу              |
| 2014      | с  | Молоді й голодні              | Young & Hungry                  | Керолайн Гантінгтон         |
| 2015—2016 | с  | Галавант                      | Galavant                        | Мадалена                    |
| 2016—2017 | с  | Агенти Щ.И.Т.                 | Agents of S.H.I.E.L.D.          | АІДА «Офелія» / Мадам Гідра |
| 2017      | с  | Американська домогосподарка   | American Housewife              | Ніна                        |
| 2025      | мф | Відьмак: Сирени глибин        | The Witcher: Sirens of the Deep | Мелюзіна                    |